# Nathan Adler (personnage)
Pour les articles homonymes, voir Nathan Adler et Adler.
Le professeur et détective Nathan Adler est un personnage créé et interprété par le musicien anglais David Bowie pour son album 1. Outside sorti en 1995.

## Description
Nathan Alder est un détective de la brigade Art Crime Inc. Cette section traque l'Art-Crime, un nouveau courant artistique qui utilise le meurtre comme moyen d'expression. Cette fois-ci, l'enquête porte sur le « meurtre rituel-artistique de Baby Grace Blue », une jeune fille de 14 ans dont le corps a été retrouvé vendredi 31 décembre 1999 à 5 h 47, « artistiquement déchiqueté » et suspendu à « l'imposant portail humide du Museum of Modern Parts d'Oxford, New Jersey ».
Le professeur Adler a son bureau à SoHo, dans l'ancien atelier du peintre Rothko. Au fil des quatorze chansons qui composent l'album — une pour chaque année de Baby Grace Blue —, il évolue au milieu d'une galerie de personnages originaux : Ramona A. Stone, « futuriste tyrannique » prêtresse du « Centre de Suicide de la Race Blanche » et gérante d'une boutique de « bijouterie corporelle » (cordons ombilicaux incrustés de diamants), Algeria Touchshriek, vieillard mégalomane, trafiquant d'empreintes d'ADN et « receleur d'apparitions médiumniques », Leon Blank, métis accusé de plagiat, etc.

## Inspiration et analyse
La création d'un personnage de détective est à rapprocher du fait que Bowie incarne un agent du FBI dans le film de 1992 de David Lynch, Twin Peaks: Fire Walk with me,.  
Le disque est accompagné d'une nouvelle de Bowie, « The Diaries of Nathan Adler or the Art-Ritual Murder of Baby Grace Blue » (« Les journaux de Nathan Adler ou le meurtre rituel-artistique de Baby Grace Blue »). Bowie dit s'être inspiré de son propre journal intime. La trame complexe de l'album, guère explicitée par le livret, a été décrite comme « un mélange de Sam Spade et de Neuromancien avec une dose du Festin nu » dans Rolling Stone.